# جسور خدا آفرين
جسور خدا آفرين ((بالأذرية: Xudafərin körpüləri)، (بالفارسية: پل خداآفرین)) هما جسران قوسيان على الحدود بين أذربيجان وإيران يربطان ضفتي نهر آراس.

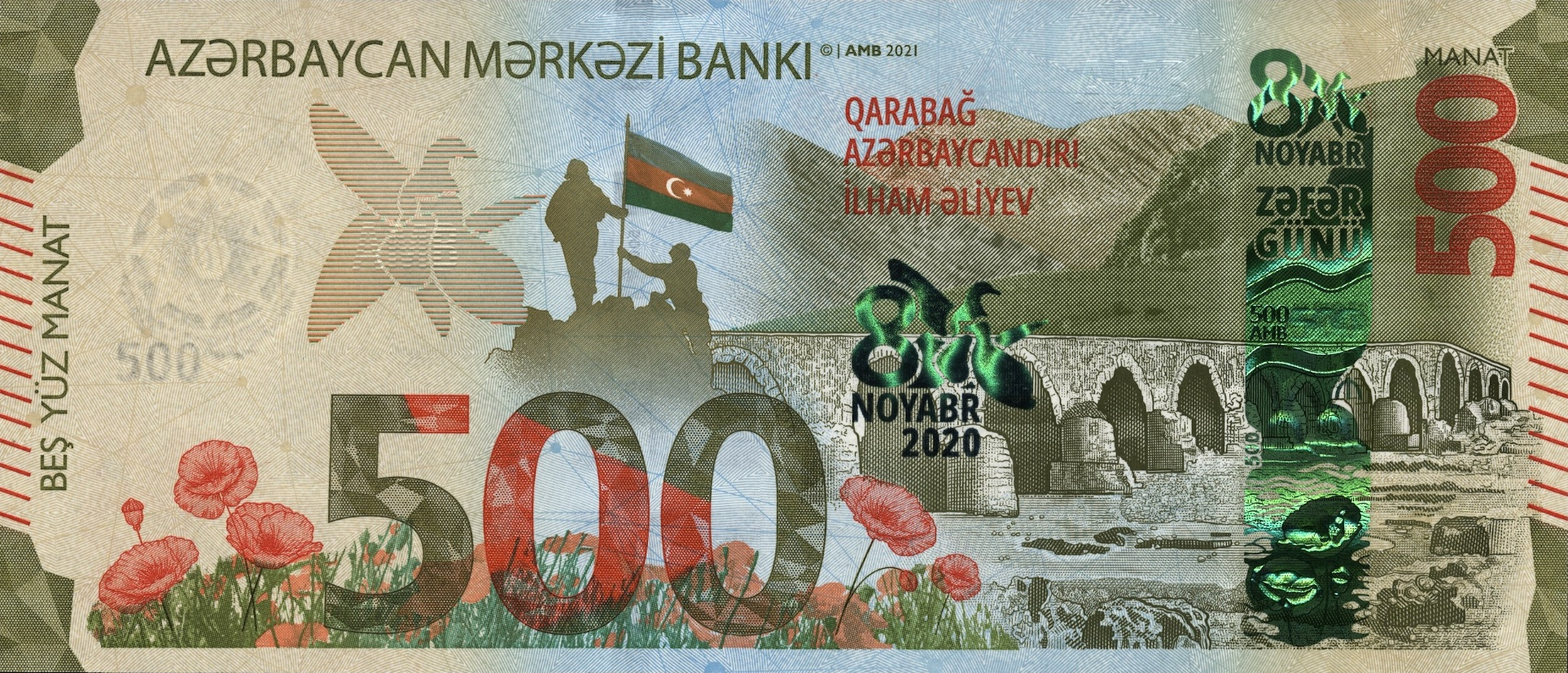
صورة الجسر على وجه ورقة نقدية تذكارية قيمتها 500 مانات صادرة في أذربيجان سنة 2021
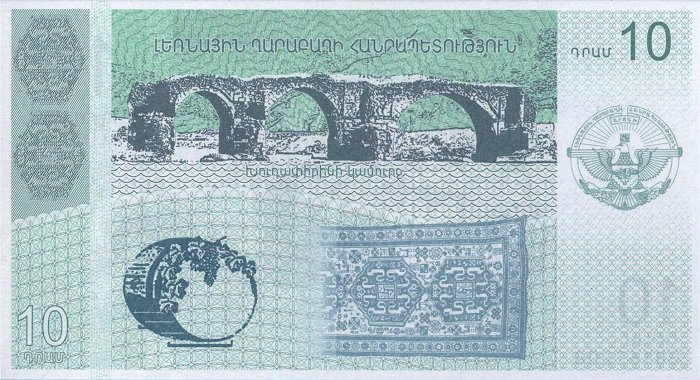
صورة الجسر على وجه ورقة نقدية قيمتها 10 درامات صادرة في أرتساخ سنة 2004

## الجسران
|  |   | الاسم                     | بالأذرية                        | امتداد الجسر                  | الطول           | النوع            | مكان الجسر                   | تاريخ الإنشاء | الموقع                                                                  | المنطقة                                    | Ref.          |
|  | - | ------------------------- | ------------------------------- | ----------------------------- | --------------- | ---------------- | ---------------------------- | ------------- | ----------------------------------------------------------------------- | ------------------------------------------ | ------------- |
|  | 1 | جسر خدا آفرين ذي 15 دعامة | Onbeşaşırımlı Xudafərin körpüsü | الحدود الأذربيجانية الإيرانية | 200 م (660 قدم) | بناية من 15 قوسا | جسر المشاة فوق نهر آراس      | القرن 12      | جبرائيل - خدا أفرين 39°09′25.1″N 46°56′13.6″E / 39.156972°N 46.937111°E | شرق زنغزور [الإنجليزية] - أذربيجان الشرقية | [ 1 ]         |
|  | 2 | جسر خدا آفرين ذي 11 دعامة | Onbiraşırımlı Xudafərin körpüsü | الحدود الأذربيجانية الإيرانية | 130 م (430 قدم) | بناية من 11 قوسا | غير صالح للعبور فوق نهر آراس | القرن 13      | جبرائيل - خدا أفرين 39°9′2.2″N 46°56′24.0″E / 39.150611°N 46.940000°E   | شرق زنغزور [الإنجليزية] - أذربيجان الشرقية | [ S 1 ] [ 1 ] |

## الملاحظات والمصادر
- الملاحظات

- Nicolas Janberg. "International Database for Civil and Structural Engineering". Structurae.com. مؤرشف من الأصل في 2025-03-05.

1. ↑  "Khoda-Afarin Bridge (13th century)".

- المصادر الأخرى

1. 1 2  "Khoda Afarin Bridge". itto.org. Iran Tourism and Touring Organization.